# Gabriela Leon
Gabriela Leon (* 17. Juni 1999 in Grand Rapids, Michigan) ist eine US-amerikanische Leichtathletin, die sich auf den Stabhochsprung spezialisiert hat.

## Sportliche Laufbahn
Gabriela Leon studiert seit 2017 an der University of Louisville und wurde 2022 NCAA-Collegemeisterin. Anschließend startete sie bei den Weltmeisterschaften in Eugene und belegte dort mit übersprungenen 4,30 m im Finale den zwölften Platz. 2024 siegte sie mit 4,62 m bei den FBK Games und im Jahr darauf belegte sie bei den Hallenweltmeisterschaften in Nanjing mit 4,60 m den fünften Platz.